# Marcelle Arnold
 (janvier 2024).
Pour les articles homonymes, voir Arnold.
Marcelle Arnold, dite aussi Mireille Arnold, née Anne Marie Mathilde Marcelle Arnold, à Thonon-les-Bains (Haute-Savoie) le 4 mai 1917, morte à Manosque le 31 mars 2010, est une actrice française.

## Biographie
Elle tourne beaucoup dans les années 1950, souvent dans des films de consommation courante. Son physique un peu chevalin la prédispose à des rôles de vieille fille qu'elle tient avec talent. Pour mémoire, elle était la sœur de Bourvil dans Le Passe-Muraille. Pierre Dux l'engage comme pensionnaire de la Comédie-Française où elle passe plusieurs saisons entre 1972 et 1977.

## Filmographie

### Cinéma
- 1948 : Dédée d'Anvers de Yves Allégret - (La prostituée au perroquet)
- 1949 : La Maternelle de Henri Diamant-Berger - (Une conseillère de l'A.P. dans un bureau)
- 1949 : Tous les chemins mènent à Rome de Jean Boyer - (Hermine)
- 1949 : Occupe-toi d'Amélie de Claude Autant-Lara - (La dame en mauve)
- 1950 : Pas de pitié pour les femmes de Christian Stengel
- 1950 : Juliette ou la clé des songes de Marcel Carné - (La femme acariâtre)
- 1950 : Les miracles n'ont lieu qu'une fois d'Yves Allégret - (La patronne du bar)
- 1951 : …Sans laisser d'adresse de Jean-Paul Le Chanois - (Marguerite Forestier, la femme du dentiste) [1]
- 1951 : Le Passe-Muraille de Jean Boyer - (Germaine, la sœur de Léon) [2]
- 1951 : La nuit est mon royaume de Georges Lacombe - (Germaine Latour)
- 1951 : Piédalu à Paris de Jean Loubignac
- 1951 : La Poison de Sacha Guitry - (Germaine)
- 1951 : Trois Vieilles Filles en folie d'Émile Couzinet - (Joséphine)
- 1951 : Trois femmes d'André Michel - dans le sketch : Mouche
- 1951 : Scènes de la vie familiale de Jacques Loew - court métrage -
- 1952 : Piédalu fait des miracles de Jean Loubignac
- 1952 : Adieu Paris de Claude Heymann - (Virginie)
- 1952 : Agence matrimoniale de Jean-Paul Le Chanois
- 1952 : La Pocharde de Georges Combret - (Mme Fournier)
- 1952 : La Forêt de l'adieu de Ralph Habib
- 1953 : Les Compagnes de la nuit de Ralph Habib - (La première assistante)
- 1953 : Les Enfants de l'amour de Léonide Moguy - (La femme voulant adopter un enfant)
- 1953 : Mon frangin du Sénégal de Guy Lacourt - (Mlle Angèle)
- 1954 : Escalier de service de Carlo Rim - (Mme Courbessac) dans le sketch : Les Delécluze
- 1955 : Marie-Antoinette, reine de France de Jean Delannoy - (Mme Adélaïde)
- 1955 : Des gens sans importance d'Henri Verneuil - (La concierge)
- 1956 : La mariée est trop belle de Pierre Gaspard-Huit - (Mme Victoire)
- 1957 : Les Suspects de Jean Dréville - (Lynda)
- 1957 : La Bonne Tisane de Hervé Bromberger - (Mme Debrais)
- 1957 : Ce joli monde de Carlo Rim - (Marjorie Clearwater, la romancière)
- 1958 : Les Amants de demain de Marcel Blistène
- 1958 : Croquemitoufle de Claude Barma
- 1958 : Péché de jeunesse de René Thévenet et Louis Duchesne - (Mme Rapuc, la pâtissière)
- 1959 : La Corde raide de Jean-Charles Dudrumet
- 1961 : Les Sept Péchés capitaux  - (L'épouse), dans le sketch La gourmandise de Philippe de Broca
- 1962 : Un singe en hiver d'Henri Verneuil - (L'infirmière de la pension)
- 1963 : Carambolages de Marcel Bluwal - (Mlle Andréa, la secrétaire) sa voix est doublée par Daniel Ceccaldi
- 1963 : L'Honorable Stanislas, agent secret de Jean-Charles Dudrumet - (Mlle Morin, la secrétaire)
- 1965 : Pleins Feux sur Stanislas de Jean-Charles Dudrumet - (Mlle Morin, la secrétaire)
- 1968 : Faites donc plaisir aux amis ou Prête-moi ta femme de Francis Rigaud - (Madame Barjon)
- 1969 : Les Choses de la vie de Claude Sautet - (La mère d'Hélène)
- 1973 : Na ! de Jacques Martin
- 1977 : Un oursin dans la poche de Pascal Thomas - (La Tantiette)
- 1981 : Est-ce bien raisonnable ? de Georges Lautner

### Télévision
- 1961 : Le Mariage de Figaro de Marcel Bluwal
- 1964 : Château en Suède
- 1973 : Joseph Balsamo feuilleton d'André Hunebelle
- 1973 : Lucien Leuwen, téléfilm de Claude Autant-Lara
- 1974 : Paul et Virginie feuilleton de Pierre Gaspard-Huit
- 1974 : Malaventure ép. « Aux innocents les mains sales » de Joseph Drimal
- 1975 : Messieurs les jurés : L'Affaire Andouillé de 'Michel Genoux

## Théâtre
- 1951 : Le Sabre de mon père de Roger Vitrac, mise en scène Pierre Dux, Théâtre de Paris
- 1953 : Les Naturels du bordelais de Jacques Audiberti, mise en scène Georges Vitaly, théâtre La Bruyère
- 1953 : La Danseuse et le comédien de Claude Schnerb, mise en scène Georges Vitaly, théâtre La Bruyère
- 1955 : Ainsi va le monde d'après William Congreve, mise en scène Georges Douking, Théâtre du Palais de la Méditerranée (Nice)
- 1960 : Château en Suède de Françoise Sagan, mise en scène André Barsacq, Théâtre de l'Atelier
- 1962 : L'Invitation au château de Jean Anouilh, mise en scène André Barsacq, Théâtre des Célestins
- 1965 : Knock ou le triomphe de la médecine de Jules Romains, mise en scène Marcelle Tassencourt, Théâtre Montansier, Théâtre Montparnasse
- 1967 : Château en Suède de Françoise Sagan, mise en scène André Barsacq, Théâtre de l'Atelier
- 1970 : Les Poissons rouges de Jean Anouilh, mise en scène Jean Anouilh & Roland Piétri, Théâtre de l'Œuvre
- 1972 : Cyrano de Bergerac d'Edmond Rostand, mise en scène Jacques Charon, Comédie-Française
- 1974 : Le Légataire universel de Jean-François Regnard, mise en scène Jean-Paul Roussillon, Comédie-Française
- 1974 : La Nostalgie, Camarade de François Billetdoux, mise en scène Jean-Paul Roussillon, Comédie-Française au Théâtre national de l'Odéon
- 1974 : La Maison de Bernarda Alba de Federico García Lorca, mise en scène Robert Hossein, Comédie-Française au Théâtre national de l'Odéon
- 1975 : L'Idiot de Fiodor Dostoïevski, mise en scène Michel Vitold, Comédie-Française au Théâtre Marigny
- 1975 : Monsieur Le Trouhadec saisi par la débauche de Jules Romains, mise en scène Michel Etcheverry, Comédie-Française au Théâtre Marigny
- 1975 : La Sonate des spectres d'August Strindberg, mise en scène Henri Ronse, Comédie-Française au Théâtre national de l'Odéon
- 1976 : Cyrano de Bergerac d'Edmond Rostand, mise en scène Jean-Paul Roussillon, Comédie-Française au Palais des Congrès